# دفق كهربائي
الدفق الكهربائي (بالإنجليزية: Electroejaculation)‏ هو طريقة لكي نحصل على عينات من السائل المنوي من ذكور الثدييات الناضجين جنسياً. تُستخدم هذه الطريقة في الأغراض البحثية وتجارب التكاثر الجنسي في أنواع متعددة من الأحياء، بالإضافة إلى استخدامها في علاج مشاكل القذف عند الرجال. تُستخدم هذه الطريقة كثيراً مع الثدييات كبيرة الحجم مثل، وخصوصاً الثيران وبعض الحيوانات الأليفة، وكذلك في الرجال الذين يعانون من عدم القذف. الدفق الكهربائي يُستخدم أيضاً في حفظ الموارد الوراثية الحيوانية تحت تبريد، حيث يُحفظ السائل المنوي في درجات حرارة منخفضة مع مع الحفاظ على المادة الوراثية وبقاء المستقبل.
في مجال الطب البيطري وعلم الحيوان، تُستخدم طريقة الدفق الكهربائي في الحصول على السائل المنوي من الحيوانات المجترة الأليفة وذلك بدون تخدير. يُمكن فقط إعطاء بعض المواد المخدرة في حالة حيوانات الماعز. لا تُستخدم هذه الطريقة في الخيول وذلك بسبب حدوث انقباضات شديدة بالعضلات، ولكن يُمكن استخدامها في الخيول فقط في حالات نادرة وتحت تخدير عام.
في الإنسان، تُجري عملية الدفق الكهربائي تحت تأثير التخدير الكُلي للجسم. حيث يوضع المسبار الكهربائي في المستقيم بالقرب من غدة البروستاتا. وهذا المسبار يوصل تياراًِ متردداً، عادة 12-24 فولت بتردد 60 هيرتز، وتيار عادةً 500 ميللي أمبير، على الرغم من أن بعض الأجهزة يمكن أن تصدر تياراً شدته قد تصل إلى 1أمبير، ويعمل المسبار لمدة 1-2 ثانية، وهذه مدة دورة إثارة واحدة. يحدث القذف عادة بعد 2-3 دورات إثارة. يجب أن تحذر عند استخدام مسبار تياره أعلي من 500 مللي أمبير، لأن درجه حرارة المسبار قد تحرق الأنسجة. القوة الدفعة الكهربية لهذه الإثارة تحفز الأعصاب المجاورة وتؤدي إلى انقباض عضلات الحوض ويحدث القذف.

## أسماء أخرى
- الدفق الكهربائي المستقيمي[3]
- الدفق الكهربائي عبر المستقيم[4]

## تطبيق للمحافظة على الفصائل المهددة بالإنقراض
ساعدت هذه الطريقة في المحافظة على الإنجاب من هذه السلالات، لكي تضمن إنتاج أجيال جديدة من أزواج غير متوافقة من الحيوانات عن طريق التخصيب الصناعي.

## استخدامات أخرى
يُستخدم الدفق الكهربائي أيضاً في استرجاع الحيوانات المنوية بعد وفاتها في الإنسان.

## انظرأيضاً
- مهبل اصطناعي
- تربية الخيول